# Chlamydiasis
Chlamydiasis, meestal afgekort tot chlamydia, is een van de meest voorkomende geslachtsziektes. Chlamydia komt vooral bij jongeren voor en is heel besmettelijk. De oorzaak van chlamydiasis is de bacterie Chlamydia trachomatis.
Aantonen van Chlamydia-infecties is moeilijk, doordat de bacterie buiten het lichaam snel sterft. Chlamydia komt doorgaans voor bij mensen die jonger zijn dan 25 jaar.

## Besmetting
Chlamydia is zeer besmettelijk en kan van de ene persoon op een andere worden overgedragen tijdens vaginale, anale of orale seks. Het condoom beschermt niet 100%, maar zo'n 70%. Ook voorvocht bij het aftrekken en vingeren heeft een groot besmettingsgevaar.
Promiscuïteit is een risicofactor bij de verspreiding van chlamydia. Chlamydia geeft veelal niet meteen fysieke klachten, waardoor de ziekte soms laat wordt ontdekt en er een grotere kans bestaat dat de besmette persoon de aandoening heeft doorgegeven.
Transmissie kan ook gebeuren van moeder op kind bij de bevalling. Als de baby dan wordt besmet, stijgt de kans op een oogontsteking of longontsteking tijdens de eerste drie levensmaanden van het kind.

## Preventie
Monogamie of zorgvuldige seriële monogamie zijn de manieren om de overdracht en de verspreiding van chlamydia te vermijden. Een methode om de kans op overdracht van chlamydiasis sterk te verminderen is veilig vrijen. Deze methode geeft echter geen garantie. De enige echt veilige manier is om geen seks te hebben met een drager van de chlamydia-bacterie.

## Symptomen
Bij vrouwen krijgen 9 van 10 personen geen symptomen en bij mannen krijgt slechts de helft van de mannen klachten. Als er klachten zijn, verschijnen ze gemiddeld twee weken na de besmetting.

### Bij vrouwen
Een verandering in de vaginale flora kan een aanwijzing zijn. De pH-waarde in de vagina behoort tussen de 3,8 en 4,5 te liggen. Een hogere waarde met een lagere zuurgraad kan bacteriegroei bevorderen.
Klachten bij de vrouw kunnen onder meer zijn:
- klachten die doen denken aan een blaasontsteking zoals pijn en een branderig gevoel bij het plassen
- pijn in de onderbuik.

### Bij mannen
De klachten bij de man zijn vaak duidelijker:
- vaak moeten urineren
- een brandende pijn bij het plassen (urethritis)
- een waterige tot etterige afscheiding uit de penis
- pijn in de balzak
- symptomen van proctitis.

## Psychologische gevolgen
Chlamydia-infectie kan ernstige psychologische gevolgen hebben, zoals een gevoel van stigmatisatie, angst voor onvruchtbaarheid, angst om het aan de partner te vertellen en risico op intra-familiaal geweld.

## Complicaties
Onbehandeld kan een chlamydiose leiden tot een opstijgende urineweginfectie. Een andere complicatie is de ziekte van Reiter.
Bij reïnfecties stijgt de kans op complicaties exponentieel.

### Bij vrouwen
Indien deze aandoening niet wordt behandeld, kan dit leiden tot salpingitis (ontsteking van de eileiders) en 'fibrosering' (verlittekening) van de eileiders, met onvruchtbaarheid tot gevolg. In Nederland is de geschatte kans op onvruchtbaarheid door salpingtis minder dan 1%.
Bij vrouwen is chlamydia een mogelijke oorzaak van bekkenontstekingen die tot onvruchtbaarheid kunnen leiden. De infectie kan zich eventueel uitbreiden naar onder andere de baarmoeder en eileiders. Ook is het de meest voorkomende oorzaak van blindheid in de wereld. Blindheid ontstaat als complicatie van een trachoom: chlamydiabindvliesontsteking.

### Bij mannen
De infectie kan zich eventueel uitbreiden naar onder andere de zaadbal of de bijbal (epididymitis) en leiden tot prostatitis.

## Behandeling
Behandeling kan met azitromycine, een effectief antibioticum. De partner moet steeds meebehandeld worden. Na de behandeling kan men opnieuw worden besmet.

## Prevalentie
Jaarlijks worden ongeveer 127 miljoen mensen wereldwijd besmet met chlamydia. Deze geslachtsziekte komt vooral bij jongeren voor. Naar schatting een op de twintig jongeren is anno 2018 drager van deze geslachtsziekte in België, een prevalentie van vijf procent. Het aantal gerapporteerde gevallen van chlamydiasis is in het begin van de 21e eeuw sterk gestegen in België: van 1055 meldingen in 2002 naar 5605 in 2014. In april 2008 werd in Nederland een groot bevolkingsonderzoek naar chlamydia gestart. In november 2008 gepubliceerde resultaten laten zien dat 6,3 procent van de geteste personen onder de 20 jaar geïnfecteerd was.